# Transformación conforme

Rejilla rectangular (parte superior) y su imagen bajo una transformación conforme f (abajo). Se ve la correspondencia de los pares de líneas que se cortan a 90 grados (arriba); con pares de curvas que se siguen cortando a 90° (abajo).

En matemáticas, una transformación conforme es una función que preserva ángulos. En el caso más común la función es entre dominios del plano complejo.
Cartografía
En cartografía, una función de proyección conforme es una función de proyección que preserva los ángulos en todos salvo un número finito de puntos.  Los ejemplos incluyen la proyección de Mercator y la proyección estereográfica.

## Análisis complejo
En el análisis complejo, una transformación conforme es una función
{\displaystyle f\colon A\rightarrow \mathbb {C} }, diferenciable en {\displaystyle z_{0}\in A\subset \mathbb {C} }, que preserva el ángulo que dos curvas {\displaystyle \alpha \colon [a,b]\rightarrow A} y {\displaystyle \beta \colon [a,b]\rightarrow A},
diferenciables en {\displaystyle \alpha ^{-1}\,(z_{0})} y {\displaystyle \beta ^{-1}\,(z_{0})}, respectivamente, forman entre sí en {\displaystyle z_{0}}. Es decir f es conforme en {\displaystyle z_{0}} cuando se verifica
{\displaystyle \arg \left[{\frac {(f\circ \alpha )'(z_{0})}{(f\circ \beta )'(z_{0})}}\right]=\arg \left[{\frac {\alpha '(z_{0})}{\beta '(z_{0})}}\right]},
siempre y cuando {\displaystyle \alpha \,'(z_{0})} y {\displaystyle \beta \,'(z_{0})\,} sean vectores tangentes no nulos.
Una definición equivalente es que una función es conforme si y solamente si es holomorfa o antiholomorfa (es decir conjugada de una holomorfa) y su derivada es por todas partes diferente a cero. El teorema de representación conforme de Riemann establece que cualquiera subconjunto propio abierto y simplemente conexo de C admite una función conforme sobre un disco unitario abierto en C.
Una función del plano complejo extendido (que es equivalente conforme a una esfera) sobre sí mismo es conforme (si y solo si) es una transformación de Moebius o su conjugada.